# Liste der Naturdenkmale im Amt Neustadt (Dosse)
Die Liste der Naturdenkmale im Amt Neustadt (Dosse) nennt die Naturdenkmale im Amt Neustadt (Dosse) im Landkreis Ostprignitz-Ruppin in Brandenburg, welche durch Rechtsverordnung geschützt sind. Sie ist aufgeteilt nach Gemeinden und deren Ortsteilen. Naturdenkmale sind Einzelschöpfungen der Natur, deren Erhaltung wegen ihrer hervorragenden Schönheit, Seltenheit oder Eigenart oder ihrer ökologischen, wissenschaftlichen, geschichtlichen, volks- oder heimatkundlichen Bedeutung im öffentlichen Interesse liegt. Grundlage ist das Geoportal des Landkreises.
In den Spalten befinden sich folgende Informationen:
- Nr.: Identifizierungsnummer nach veröffentlichter Liste. Sie wird von der unteren Naturschutzbehörde des Landkreises oder der kreisfreien Stadt vergeben. Wenn sie bekannt ist, wird sie angegeben. In dieser Spalte kann sich zusätzlich das Wort Wikidata befinden, der entsprechende Link führt zu Angaben zu diesem Naturdenkmal bei Wikidata.
- Bezeichnung: Benennung des Naturdenkmals, in der Regel wird bei Bäume die Baumart genannt. Bekannte Eigennamen werden mit angegeben.
- Gemarkung: Ort oder Gemarkung, in der sich das Naturdenkmal befindet
- Lage: Nennt die Lage des Naturdenkmals im jeweiligen Ortsteil und die geografischen Koordinaten des Naturdenkmals. Link zu einem Kartenansichtstool, um Koordinaten zu setzen. In der Kartenansicht sind Naturdenkmale ohne Koordinaten mit einem roten beziehungsweise orangen Marker dargestellt und können in der Karte gesetzt werden. Denkmale ohne Bild sind mit einem blauen bzw. roten Marker gekennzeichnet, Denkmale mit Bild mit einem grünen beziehungsweise orangen Marker.
- Beschreibung: die Beschreibung des Naturdenkmales
- Schutzzweck: Erläutert den Grund der Unterschutzstellung
- Bild: Zeigt ein Bild des Naturdenkmales und gegebenenfalls ein Link zu weiteren Fotos im Medienarchiv Wikimedia Commons

## Breddin
| Bild            | Bezeichnung     | Lage                                                              | Beschreibung             | Schutzzweck | Nummer |
| --------------- | --------------- | ----------------------------------------------------------------- | ------------------------ | ----------- | ------ |
| BW              | Eiche (Quercus) | Breddin, Havelberger Straße 81 (52° 52′ 51,1″ N, 12° 13′ 10,1″ O) | Unterschutzstellung 1989 |             |        |
| Fotos hochladen | Linde (Tilia)   | Damelack, Dorfplatz (52° 53′ 11,1″ N, 12° 10′ 18,1″ O)            | Unterschutzstellung 1989 |             |        |

## Dreetz
| Bild | Bezeichnung   | Lage                                                             | Beschreibung             | Schutzzweck | Nummer |
| ---- | ------------- | ---------------------------------------------------------------- | ------------------------ | ----------- | ------ |
| BW   | Linde (Tilia) | Michaelisbruch, Hauptstraße 2 (52° 46′ 48,9″ N, 12° 30′ 44,5″ O) | Unterschutzstellung 1989 |             |        |

## Neustadt (Dosse)
| Bild | Bezeichnung                             | Lage                                                           | Beschreibung                                                   | Schutzzweck | Nummer |
| ---- | --------------------------------------- | -------------------------------------------------------------- | -------------------------------------------------------------- | ----------- | ------ |
| BW   | Eiche (Quercus)                         | Gutspark (52° 50′ 58,3″ N, 12° 25′ 14,3″ O)                    | Unterschutzstellung 1989                                       |             |        |
| BW   | Lindenallee (4-reihig)                  | zwischen Haupt- und Landgestüt (52° 51′ 18″ N, 12° 25′ 9,8″ O) | Linden/Kastanien. Gepflanzt ca. 1790. Unterschutzstellung 1989 |             | 97     |
| BW   | Linde (Tilia)                           | Kampehl, Dorfstraße 26 (52° 51′ 55,3″ N, 12° 27′ 29,2″ O)      | Unterschutzstellung 1989                                       |             |        |
| BW   | Linde (Tilia)                           | Kampehl, Dorfstraße 29 (52° 51′ 57,2″ N, 12° 27′ 28,3″ O)      | Unterschutzstellung 1989                                       |             |        |
| BW   | Eiche (Quercus)                         | Köritz, Köritz, Kirche (52° 50′ 44,1″ N, 12° 26′ 50,6″ O)      | Unterschutzstellung 1989                                       |             |        |
| BW   | Blutbuche (Fagus sylvatica f. purpurea) | Köritz, Köritz, Koppelberg (52° 50′ 31,4″ N, 12° 26′ 51,4″ O)  | Unterschutzstellung 1989                                       |             |        |

## Sieversdorf-Hohenofen
In Sieversdorf-Hohenofen sind keine Naturdenkmale bekannt.

## Stüdenitz-Schönermark
In Stüdenitz-Schönermark sind keine Naturdenkmale bekannt.

## Zernitz-Lohm
| Bild | Bezeichnung                | Lage                                                                        | Beschreibung             | Schutzzweck | Nummer |
| ---- | -------------------------- | --------------------------------------------------------------------------- | ------------------------ | ----------- | ------ |
| BW   | Eiche (Quercus)            | Lohm, Dorfstraße 3 (52° 51′ 51,8″ N, 12° 18′ 34,8″ O)                       | Unterschutzstellung 1989 |             |        |
| BW   | Eiche (Quercus)            | Lohm, Ostseite des Friedhofs (52° 51′ 32,7″ N, 12° 19′ 13,2″ O)             | Unterschutzstellung 1989 |             |        |
| BW   | Eiche (Quercus)            | Lohm, Ostseite des Friedhofs (52° 51′ 32″ N, 12° 19′ 13,9″ O)               | Unterschutzstellung 1989 |             |        |
| BW   | Eiche (Quercus)            | Lohm, Ostseite des Friedhofs (52° 51′ 31,4″ N, 12° 19′ 14,8″ O)             | Unterschutzstellung 1989 |             |        |
| BW   | Eiche (Quercus)            | Neuendorf, ehemaliges Gutshaus, L 141 (52° 52′ 5,6″ N, 12° 22′ 10,9″ O)     | Unterschutzstellung 1989 |             |        |
| BW   | Platane (Platanus species) | Neuendorf, ehemaliges Gutshaus, Westseite (52° 52′ 0,4″ N, 12° 22′ 14,8″ O) | Unterschutzstellung 1989 |             |        |